# Barrhill (South Ayrshire)
Barrhill, schottisch-gälisch: Am Bàrr, ist eine Ortschaft in der schottischen Council Area South Ayrshire. Sie liegt im Süden der Region rund 20 km südöstlich von Girvan und 30 km nordwestlich von Newton Stewart auf einer Höhe von 135 m HNH. In Barrhill mündet das Cross Water in den Duisk, der nördlich in den Stinchar einmündet.

## Geschichte
Die Ortschaft entwickelte sich durch die Einrichtung verschiedener Mühlen entlang des Flusses und ist verhältnismäßig jungen Datums. Im späten 19. Jahrhundert wurden an den vierten Freitagen im April, August und Oktober Viehmärkte in Barrhill abgehalten. Zusätzlich fand ein Schafmarkt am Donnerstag vor dem Augusttermin statt. Zur selben Zeit verfügte die Ortschaft über eine Gemeindeschule für 84 Schüler. 1879 besuchten sie durchschnittlich 92 Schüler. 1991 lebten 107 Personen in Barrhill. 30 Jahre zuvor wurden noch 286 Einwohner gezählt.
Der konservative Unterhausabgeordnete Euan Wallace erbte die nahegelegenen Ländereien von Kildonan unter der Bedingungen, dass er dort seinen Wohnsitz errichtet. Wallace Ehefrau Barbara Lutyens ist Tochter des Architekten Edwin Lutyens, welcher Kildonan House jedoch nicht entwarf. Hierfür zeichnet der schottische Architekt James Miller verantwortlich, der sich jedoch an Lutyens Stil orientierte. Kildonan House wurde im Jahre 1923 fertiggestellt.

## Verkehr
Barrhill ist direkt an der A714 (Girvan–Braehead) gelegen, die auch die Hauptstraße bildet. 1877 erhielt Barrhill einen eigenen Bahnhof entlang der Girvan and Portpatrick Junction Railway. Heute halten dort Züge der Glasgow South Western Line. Mit dem Flughafen Glasgow-Prestwick befindet sich ein internationaler Verkehrsflughafen rund 45 km nördlich.